# George Johnstone Stoney
George Johnstone Stoney, irski fizik, * 15. februar 1826, Oakley Park pri Birru, grofija Offaly, Irska, † 5. julij 1911, London, Anglija.
Stoney je najbolj znan po tem, da je leta 1894 vpeljal pojem elektrona kot »osnovno količinsko enoto elektrike«. Pred tem je raziskoval elektrolizo in leta 1874 predlagal, da obstaja »ena določena količina elektrike«, naboj enovalentnega iona. Znal je tudi oceniti vrednost tega osnovnega naboja e0 s pomočjo Faradayevih zakonov za elektrolizo.
1. 1 2  Encyclopædia Britannica
2. 1 2  SNAC — 2010.
3. ↑  Dictionary of Irish Biography — RIA.